# Trnavské automobilové závody
Trnavské automobilové závody (TAZ) – dawny czechosłowacki, a następnie słowacki producent samochodów dostawczych, który miał swoją siedzibę w mieście Trnawa na Słowacji. 

## Historia
W latach 1973–1999 fabryka produkowała samochód ciężarowy Tatra Agro. W 1973 roku część, a w roku 1981 całość produkcji Škody 1203 przeniesiono z czeskiej fabryki Škody w Vrchlabí do słowackiej fabryki TAZ. Po przeniesieniu produkcji pojazd nosił nazwę Škoda TAZ 1203, a po rozpadzie Czechosłowacji i uzyskaniu przez Słowację niepodległości w 1993 roku TAZ 1500. Pojazd otrzymał niewielki face lifting (między innymi zamieniono prostokątne światła na okrągłe). Samochód ze względu na przestarzałą konstrukcje wycofano z produkcji w roku 1999. Kilka miesięcy po zakończeniu produkcji urządzenia do produkcji samochodu kupiło czeskie przedsiębiorstwo Ocelot Auto Vladimira Matejki, która w mieście Žacléř rozpoczęła na indywidualne zamówienia produkcję samochodu pod nazwą Ocelot 1500.
Poprzednikiem zakładu była walcownia i stalownia zbudowana przez spółkę akcyjną „Coburgova účastinná spoločnosť”, która powstała tuż przed pierwszą wojną światową.
W 1982 roku rozpoczęła się produkcja sprzęgła ze sprężyną talerzową na licencji niemieckiej firmy Fichtel & Sachs AG typu MFZ420 w związku z uruchomieniem produkcji samochodu ciężarowego nowego typu Tatra 815, do którego był przeznaczony. W kolejnym roku rozpoczęto produkcję sprzęgła GFM420 przeznaczonego do pojazdów LIAZ. Następnie podjęto decyzję o rozszerzeniu licencji o sprzęgła typu S190, przeznaczone głównie do samochodów osobowych Škoda 105/120 i Škoda 1203. W 1987 roku podjęto produkcję sprzęgieł własnej konstrukcji typu SV350 przeznaczonych do ciągników rolniczych Zetor URII i URIV.
W 1993 roku odlewnia (obecnie Zlieváreň Trnava) i kuźnia (obecnie HKS Forge) zostały oddzielone od TAZ.
W grudniu 1993 roku powstała spółka joint venture Sachs Trnawa założona przez Fichtel & Sachs AG i TAZ a. s. W 1996 roku Sachs Trnawa stała się spółką zależną będącą w pełni własnością Sachs AG.

## Galeria

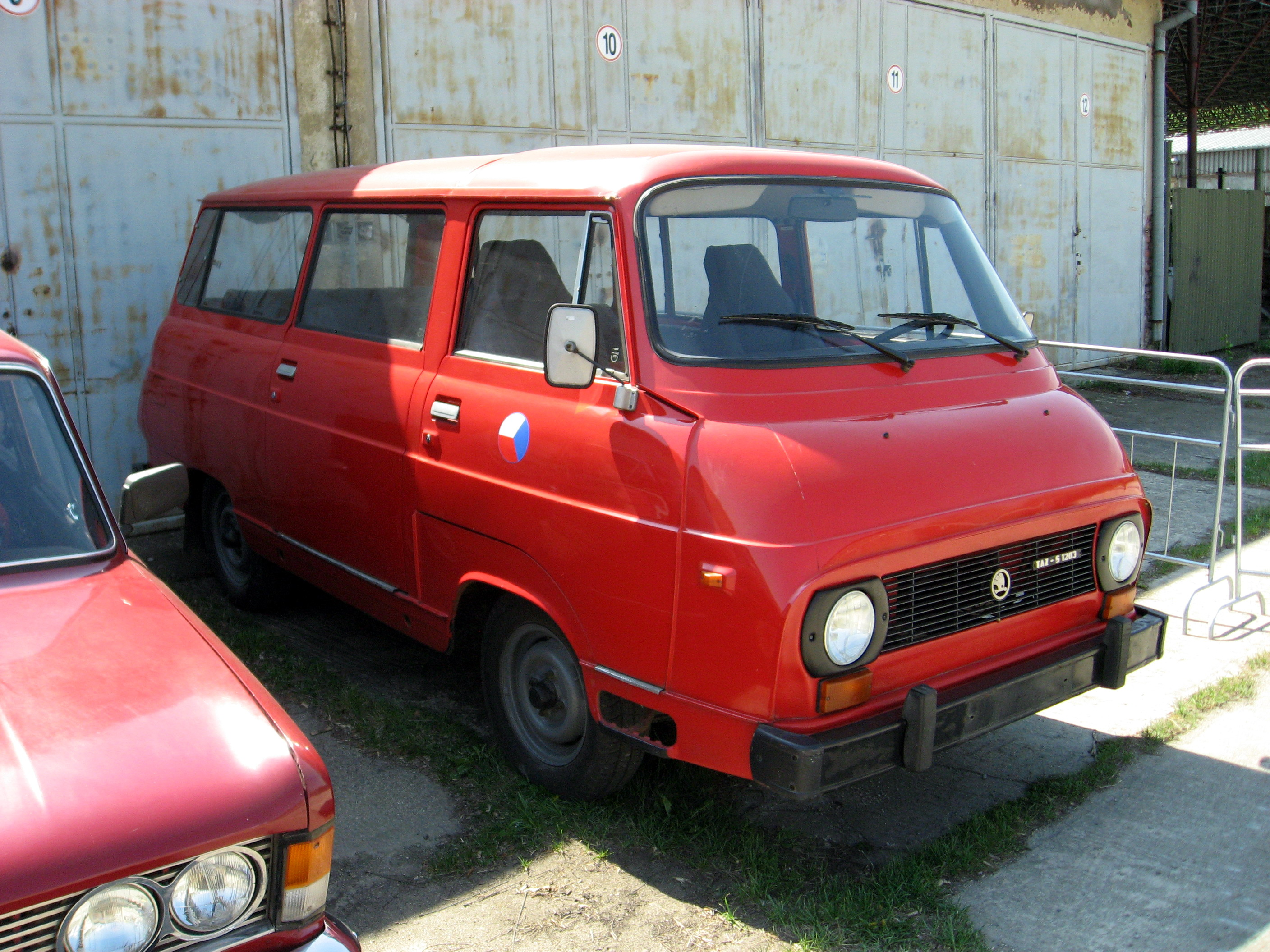
Škoda TAZ 1203
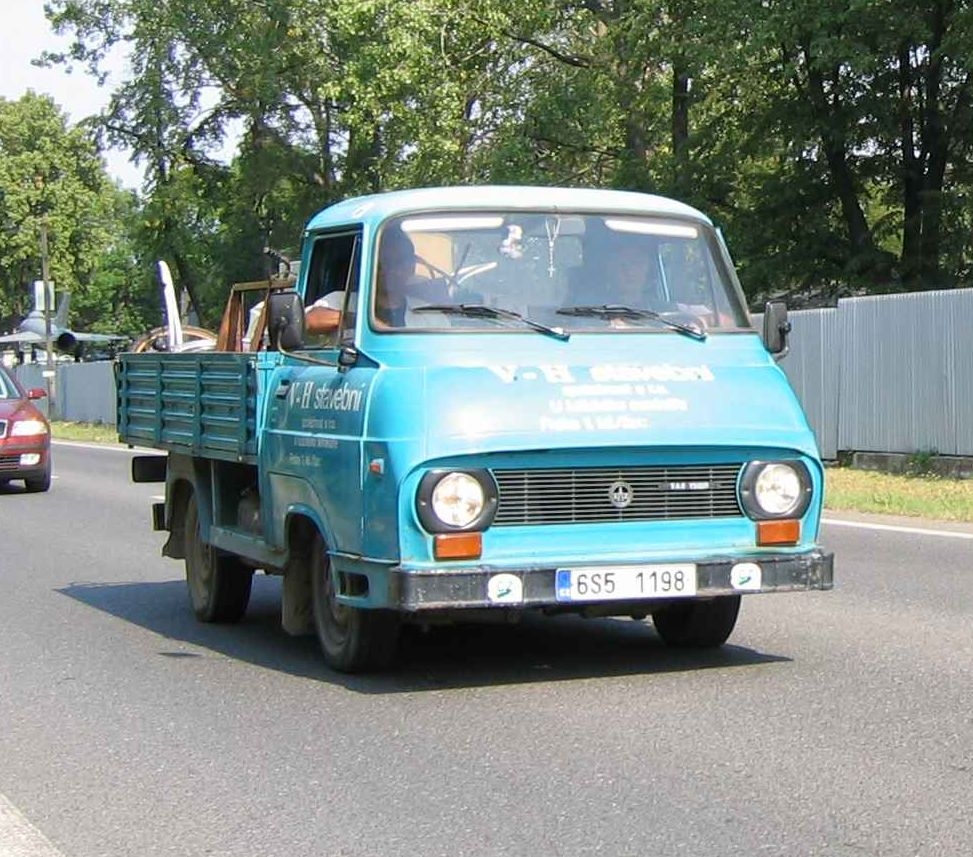
TAZ 1500
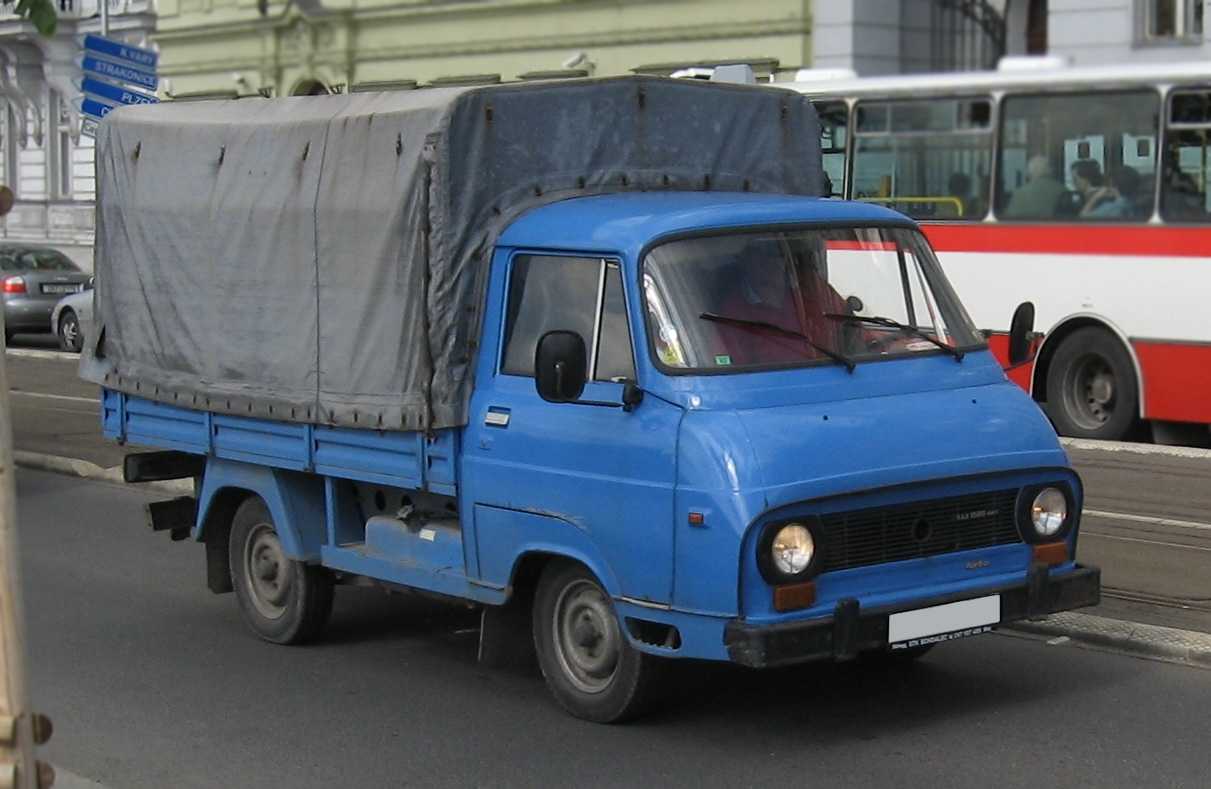
TAZ 1500
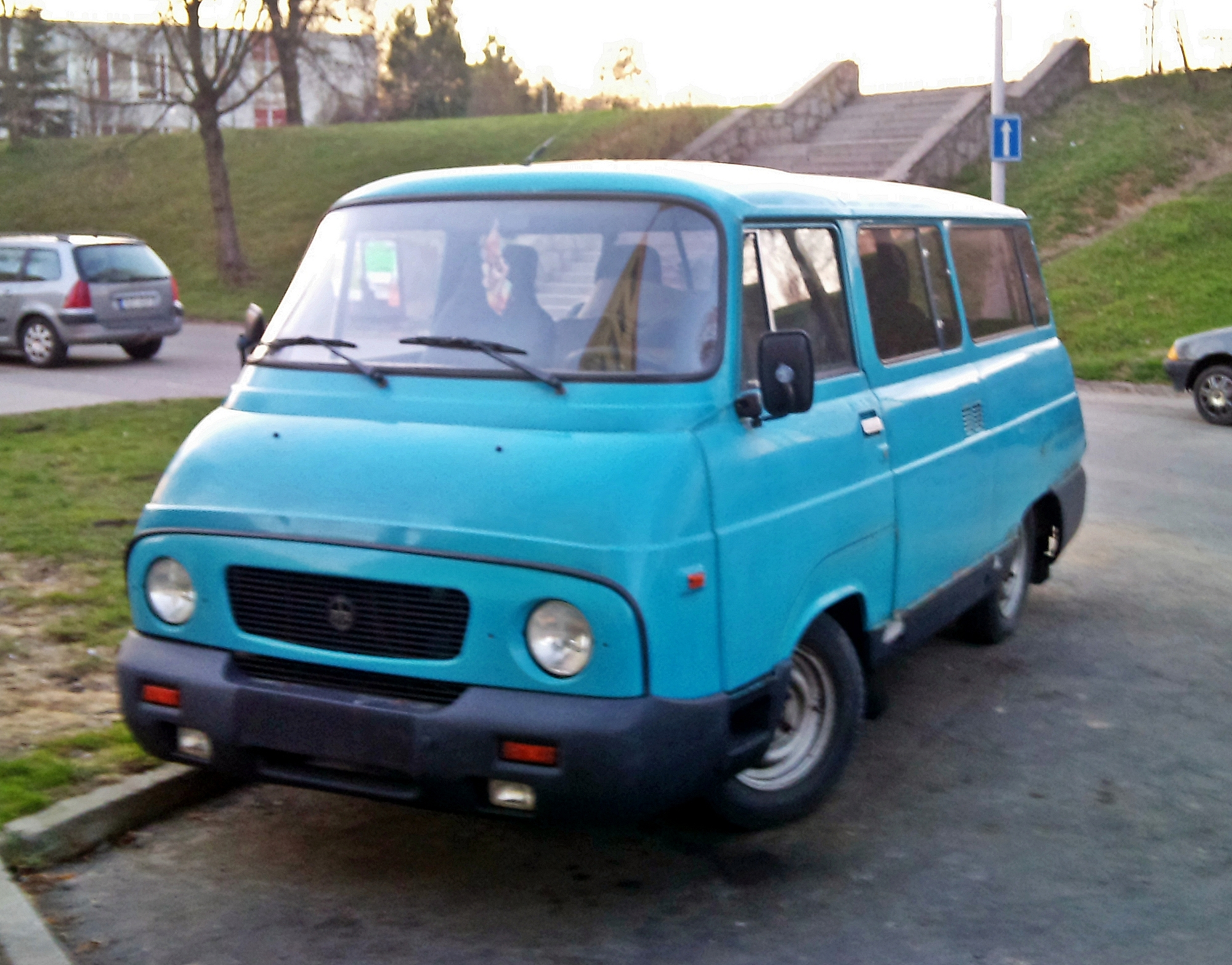
TAZ 1500 z ostatnich lat produkcji